# Orodès Ier de Parthie
 Orodès Ier de Parthie est roi arsacide des Parthes de 90 à 80 av. J.-C.

## Biographie
On l'identifie avec un fils de Mithridate II, prétendant avant la mort de son père, et qui entre en conflit avec Gotarzès Ier qui avait usurpé le trône.
Après avoir combattu avec quelques succès Gotarzès Ier, il doit faire face aux tribus scythes qui opèrent des razzias sur les territoires nord et est de la Parthie. Il disparaît dans des circonstances inconnues. Les dernières monnaies frappées à son nom sont émises en l'an 80 av. J.-C.
Orodès Ier semble donc avoir réussi à éliminer et Mithridate II et Gotarzès Ier et s'être rendu maître de tout l'empire parthe vers 87 av. J.-C. Il paraît avoir eu ensuite un rival inconnu qui ne fut sans doute que son successeur Sanatrocès Ier, qui restera seul roi en 77 av. J.-C..